# Fredszalaya hunteri
La fredszalaya (Fredszalaya hunteri) è un mammifero onnivoro estinto, appartenente agli sparassodonti. Visse nell'Oligocene superiore (circa 25 milioni di anni fa) e i suoi resti fossili sono stati ritrovati in Sudamerica.

## Descrizione
Questo animale doveva essere di dimensioni relativamente modeste se rapportato ad altri animali simili, come Borhyaena. I fossili mostrano un animale della taglia di uno sciacallo, dai molari larghi e trituranti, con sporgenze e cuspidi non ridotte. La forma del calcagno indica che Fredszalaya era probabilmente capace di arrampicarsi sugli alberi, al contrario di Borhyaena. Il muso era piuttosto corto e la dentatura robusta. 

## Classificazione
Descritto per la prima volta nel 2008, Fredszalaya è noto per fossili ritrovati nella formazione di Deseado, in Bolivia. Lo studio del 2008 indica che questo animale potrebbe essere strettamente imparentato con Borhyaena, principalmente sulla base della forma dell'alisfenoide. Non è chiaro tuttavia se Fredszalaya avesse una morfologia simile a Borhyaena. Fredszalaya è in ogni caso attribuito alla famiglia dei borienidi, nell'ambito del gruppo degli sparassodonti, mammiferi predatori sudamericani evolutisi indipendentemente, forse vicini ai marsupiali.

## Paleobiologia
Fredszalaya era probabilmente un animale arrampicatore, ma che spesso si spostava sul terreno. La dentatura indica che questo animale era onnivoro.